# Natalia Morari
Pour les articles homonymes, voir Morari.
 (septembre 2022).
La mise en forme du texte ne suit pas les recommandations de Wikipédia : il faut le « wikifier ».
Les points d'amélioration suivants sont les cas les plus fréquents. Le détail des points à revoir est peut-être précisé sur la page de discussion.
- Les titres sont pré-formatés par le logiciel. Ils ne sont ni en capitales, ni en gras.
- Le texte ne doit pas être écrit en capitales (les noms de famille non plus), ni en gras, ni en italique, ni en « petit »…
- Le gras n'est utilisé que pour surligner le titre de l'article dans l'introduction, une seule fois.
- L'italique est rarement utilisé : mots en langue étrangère, titres d'œuvres, noms de bateaux, etc.
- Les citations ne sont pas en italique mais en corps de texte normal. Elles sont entourées par des guillemets français : « et ».
- Les listes à puces sont à éviter, des paragraphes rédigés étant largement préférés. Les tableaux sont à réserver à la présentation de données structurées (résultats, etc.).
- Les appels de note de bas de page (petits chiffres en exposant, introduits par l'outil «  Source ») sont à placer entre la fin de phrase et le point final[comme ça].
- Les liens internes (vers d'autres articles de Wikipédia) sont à choisir avec parcimonie. Créez des liens vers des articles approfondissant le sujet. Les termes génériques sans rapport avec le sujet sont à éviter, ainsi que les répétitions de liens vers un même terme.
- Les liens externes sont à placer uniquement dans une section « Liens externes », à la fin de l'article. Ces liens sont à choisir avec parcimonie suivant les règles définies. Si un lien sert de source à l'article, son insertion dans le texte est à faire par les notes de bas de page.
- La présentation des références doit suivre les conventions bibliographiques. Il est recommandé d'utiliser les modèles {{Ouvrage}}, {{Chapitre}}, {{Article}}, {{Lien web}} et/ou {{Bibliographie}}. Le mode d'édition visuel peut mettre en forme automatiquement les références.
- Insérer une infobox (cadre d'informations à droite) n'est pas obligatoire pour parachever la mise en page.

Pour une aide détaillée, merci de consulter Aide:Wikification.
Si vous pensez que ces points ont été résolus, vous pouvez retirer ce bandeau et améliorer la mise en forme d'un autre article.

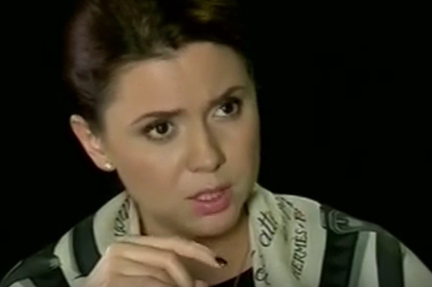
Natalia Morari en 2015

Natalia Morari (en roumain : Natalia Morari, en russe : Наталья Григорьевна Морарь ; née le 12 janvier 1984 à Kotovsk, République socialiste soviétique de Moldavie) est un journaliste d'investigation moldave pour le magazine russe New Times. Elle était résidente permanente de Russie jusqu'à son expulsion en décembre 2007, vraisemblablement pour avoir dénoncé la corruption en Russie.

## Biographie
Née en Moldavie, elle s'installe en Russie en 2002 pour étudier la sociologie à l'Université d'État de Moscou, dont elle sort diplômée en 2007. Morari était résidente permanente de Russie jusqu'à son expulsion en décembre 2007, vraisemblablement pour avoir dénoncé la corruption en Russie, Morari a demandé la citoyenneté russe, qu'elle était censée obtenir en avril 2008, mais elle lui a été refusée pour des raisons de sécurité nationale.

## Enquêtes
En mai 2007, Morari a dévoilé l'histoire d'une affaire de blanchiment d'argent impliquant la Raiffeisen Zentralbank autrichienne et plusieurs hauts responsables de l'administration de Poutine, dont le directeur adjoint du Service fédéral de sécurité de la fédération de Russie, Alexandre Bortnikov. Selon elle, le haut responsable de la Banque centrale russe, Andreï Kozlov, a été assassiné pour avoir poursuivi ces pistes et révoqué la licence de la banque Diskont, impliquée.
À la mi-décembre 2007, Morari a publié un article en russe dans lequel elle décrivait comment un vaste fonds politique illégal avait été utilisé pour maintenir tous les grands partis politiques de Russie dépendants des autorités centrales lors des élections législatives russes de 2007.

## Expulsion de Russie
Après son article sur le financement politique, Natalia Morari a été empêchée de rentrer en Russie par les ordres du Service fédéral de sécurité de la Fédération de Russie (SFB). La Fédération internationale des journalistes a appelé les instances européennes à enquêter sur l'affaire. L'Union des journalistes russes a également condamné l'expulsion. Selon le Wall Street Journal, elle a été expulsée pour avoir dévoilé des secrets du FSB :
"Mme Morari avait beaucoup écrit sur la corruption présumée des services de sécurité russes, dont certains, selon elle, avaient divulgué des informations incriminantes sur leurs rivaux dans une lutte de pouvoir entre différents groupes. Cet automne, elle a écrit au sujet d'une enquête de corruption sur des allégations de pots-de-vin et d'extorsion contre certains hauts responsables du service de sécurité fédéral du FSB, l'agence qui a succédé au KGB."
 Un certain nombre de journalistes se sont prononcés sur le cas de Morari, comme le journaliste populaire Oleg Kachine dans le magazine Russian Life.
En février 2008, elle a épousé en Moldavie un collègue russe pour tenter de contourner l'interdiction, mais lorsqu'elle est arrivée à Moscou, elle n'a pas été autorisée à quitter l'aéroport, passant trois jours dans la zone de transit avant de retourner à Chișinău,.
En mars 2008, Morari a annoncé qu'elle avait décidé de porter plainte auprès de la Cour européenne des droits de l'homme au motif de violation à son encontre de plusieurs droits fondamentaux garantis par la Convention européenne des droits de l'homme. Il s'agissait du fait qu'une famille (en l’occurrence, elle et son mari) ne peut pas être séparée, qu'elle n'avais pas reçu d'eau et de nourriture pendant les jours où elle est restée à l'aéroport de Domodedovo, et pour ne pas avoir été informée de la raison pour laquelle elle s'est vu refuser  une deuxième fois l'entrée en Russie.
Le refus d'obtention de la citoyenneté a été officiellement expliqué comme étant la conséquence d'une loi qui là refuse aux personnes qui prônent un "changement en force du régime constitutionnel" ou qui créent "une menace pour la sécurité de l'État".

## Manifestations en Moldavie
Le 6 avril (dans le cadre des troubles civils de 2009 en Moldavie), Morari et d'autres militants ont organisé une manifestation devant le Parlement de Moldavie, en relation avec les élections parlementaires moldaves de 2009. Ils l'ont fait en utilisant des réseaux sociaux tels que Twitter. Morari s'attendait à ce que pas plus de 300 personnes se présentent au flash mob, mais jusqu'à 10 000 personnes sont venues à la manifestation, y compris les dirigeants des principaux partis d'opposition.
Le lendemain, les manifestations ont dégénéré en troubles civils entachés de violence. Morari a déclaré sur son blog qu'elle avait organisé une manifestation pacifique et qu'elle n'était pas responsable de la violence des manifestations des jours suivants. Pendant les manifestations, elle a exhorté les manifestants à mettre fin à la violence.
Le 9 avril, Morari a été officiellement inculpée par le gouvernement moldave pour « appels à l'organisation et à la mise en scène de perturbations de masse » et assignée à résidence.
Le 11 novembre 2009, toutes les charges ont été officiellement abandonnées contre Morari, accusée par le gouvernement précédent d'avoir utilisé des sites de réseaux sociaux pour organiser de violentes manifestations de rue à Chișinău au printemps. Le procureur en chef Valeriu Zubco a abandonné les charges retenues contre Morari et trois autres personnes, dont Gabriel Stati, le fils de l'homme d'affaires le plus riche de Moldavie.